# Željeznički Ostružnički most u Beogradu
Željeznički Ostružnički most jedan je od mostova u glavnom gradu Republike Srbije Beogradu. Proteže se preko rijeke Save, a povezuje gradsku općinu Čukarica s prigradskom općinom Surčin.

## Povijest
Most je u promet prvi put pušten 1953. godine, a srušen je tijekom NATO-va bombardiranja SRJ 1999. godine. Kasnije je obnovljen te je 2006. ponovno pušten u promet.

## Tehničke karakteristike
Most ima jednu prometnu traku, a njime prometuju vlakovi gradske i prigradske željeznice, a upravu vrši tvrtka Željeznice Srbije.